# Pseudopolydesmus minor
Pseudopolydesmus minor är en mångfotingart som först beskrevs av Charles Harvey Bollman 1887.  Pseudopolydesmus minor ingår i släktet Pseudopolydesmus och familjen plattdubbelfotingar. Inga underarter finns listade i Catalogue of Life.